# Lijst van spelers van SV Zulte Waregem
Deze lijst omvat voetballers die bij SV Zulte Waregem spelen of gespeeld hebben. De spelers zijn gerangschikt volgens alfabet. Wanneer een speler gehuurd werd staat dit aangeduid met een asterisk achter het desbetreffende jaartal.

## A
- Joost van Aken (2021-2022)
- Bobley Anderson (2014*)
- Chuks Aneke (2014-2016)
- Jakob Ankersen (2017)

## B
- Aliko Bala (2017-2019)
- Eike Bansen (2018-2021)
- Atli Barkarson (2024-...)
- Marvin Baudry (2015-.2020)
- Chris Bedia (2018-2019̈)
- Chahir Belghazouani (2012)
- Jonathan Benteke (2014-2016)
- Saido Berahino (2019-2021)
- Franck Berrier (2008-2010, 2012-2014)
- Mohammed Berthé (2003*)
- Henrik Bjørdal (2018-...)
- Johan Lædre Bjørdal (2018-...)
- Jeremy Bokila (2010-2013)
- Theo Bongonda (2013-2015, 2018*, 2018-2019)
- Sammy Bossut (2006-2023)
- Louis Bostyn (2014-…)
- Sebastiaan Brebels (2014-2017)
- Sylvio Breleur (2001-2004)
- Gianni Bruno (2019-2021)
- Sébastien Bruzzese (2012-2015)
- Thomas Buffel (2018-2019)
- Stephen Buyl (2015-2017)
- Bart Buysse (2006-2010)
- Philippe Buyssens (2005-2006)
- Marco Bürki  (2018-2020)
- Tomas Bradt (2001-2004)

## C
- Raphaël Cacérès (2013-2014)
- Youssef Challouk (2024-...*)
- Chapi (2008-2009)
- Roberto Chen (2014*)
- Teddy Chevalier (2009-2012)
- Yarouba Cissako (2014-2015*)
- Steve Colpaert (2008-2015)
- Sander Coopman (2016-2018*)
- Thierry Coppens (2007-2010)
- Janis Coppin (2007-2009)
- Ibrahima Conté (2013*, 2013-2014)
- Alessandro Cordaro (2015-2018)

## D
- Henrik Dalsgaard (2016-2017)
- Nathan D'Haemers (2001-2008)
- Karel D'Haene (2006-2016)
- Frederik D'hollander (2003-2006)
- Cédric D'Ulivo (2015-2016)
- Miguel Dachelet (2008-2012)
- Mohammed Aliyu Datti (2006-2007)
- Tjörven De Brul (2005-2007)
- Davy De fauw (2011-2014, 2016-2020)
- Wouter De Groote (1997-2004)
- Jimmy De Jonghe (2012-2013*)
- Stijn De Keukeleire (2004-2006)
- Gertjan De Mets (2017-2019)
- Nill De Pauw (2017-2019)
- Steve De Ridder (2015-2016*)
- Klaas De Rock (2012-2014)
- Julien De Sart (2017-2018*)
- Geert De Vlieger (2006-2008)
- Pascal De Vreese (1997-1998)
- Jonathan Delaplace (2010-2013)
- Maxime Delbaere (2009)
- Erdin Demir (2018-2021)
- Timothy Derijck (2016-2018)
- Olivier Deschacht (2019-2021)
- Abdou Diallo (2015-2016*)
- Frédéric Dindeleux (2005-2008)
- Sven Dobbelaere (2001-2004)
- Tosin Dosunmu (2007*)
- Idrissa Doumbia (2017*-2018)
- Jean-Luc Dompé (2020-2022)
- Joey Dujardin (2015)
- Frédéric Duplus (2013-2014)
- Frédéric Dupré (2002-2006)

## E
- Charni Ekangamene (2014-2017)
- Steffen Ernemann (2009-2011)
- Karim Essikal (2015-2017)
- Jeppe Erenbjerg (2024-...)

## F
- Hicham Faik (2018-2019)
- Andy Faustin (2017)
- Tiago Ferreira (2014)

## G
- David Geeroms (2002-2004)
- Ghislain Gimbert (2015)
- Bruno Godeau (2012*, 2013-2015)
- Kevin Goeman (2009-2010*)
- Juan González-Vigil (2006-2007)
- Frédéric Gounongbe (2012-2013)
- Ennio van der Gouw (2023-...)
- Omar Govea (2019-2022)
- Babacar Guèye (2017*)
- Zakaria Gueye (2010-2011)
- Stavros Gavriel (2024-...)

## H
- Habib Habibou (2010-2013)
- Irfan Hadzic (2011-2012)
- Brian Hamalainen (2011-2012, 2016-2018)
- Hamdi Harbaoui (2018-2019)
- Kylian Hazard (2014-2015)
- Thorgan Hazard (2012-2014*)
- Michael Heylen (2017-.2019)
- Hernán Hinostroza (2012-2013)
- Cameron Humphreys (2019-2022)
- Khaleem Hyland (2009*, 2009-2011)
- Tobias Hedl (2025-...)

## I
- Sefa Isçi (2014-2015)

## J
- Ringo Jacobs (2004-2005)
- Chris Janssens (2006-2007)
- Ivica Jarakovic (2005)
- Nikica Jelavić (2007-2009)
- Fredrik Oldrup Jensen (2017-2020)
- Michiel Jonckheere (2010-2011)
- Jesper Jørgensen (2014-2015)

## K
- Nikos Kainourgios (2019-2021)
- Grigoris Kastanos (2017*)
- Onur Kaya (2015-2018)
- Sven Kums (2013-2014)

## L
- Jérémy Labor (2014)
- Cyle Larin (2019-2020*)
- Nicola Leali (2017*)
- Leandrinho (2007-2009)
- Badis Lebbihi (2009-2010)
- Laurent Lemoine (2024-...)
- Christophe Lepoint (2015-2017)
- Stefan Leleu (2004-2006)
- Ivan Lendrić (2012-2013)
- Aaron Leya Iseka (2017-2018*)
- Mbaye Leye (2007-2009, 2012-2014, 2015-2017)
- Lukas Lerager (2016-2017)
- Emil Lyng (2010*)

## M
- Ouwo Moussa Maazou (2011-2012*)
- Matheus Machado (2023-...)
- Kingsley Madu (2016-2019)
- Pieter Maes (2003-2004)
- Chris Makiese (2009*, 2009-2010)
- Junior Malanda (2012-2013, 2013*)
- Rémi Maréval (2010-2012)
- Luca Marrone (2016-2017*)
- Damien Marcq (2018-2021)
- Tim Matthys (2005-2010)
- Thomas Matton (2008-2012)
- Andréa Mbuyi-Mutombo (2008-2009*)
- Stijn Meert (2003-2011)
- Soualiho Meïté (2016-2017*, 2017)
- Formose Mendy (2013-2016)
- Pieter Merlier (2003-2007)
- Mohamed Messoudi (2014-2015)
- Luka Milunović (2011-2012)
- Stijn Minne (2002-2012)
- Dragan Mrdja (2006-2007*)
- Eetu Muinonen (2009-2010)
- Tom Muyters (2010-2012)
- Robert Mühren (2017-2021)

## N
- Jens Naessens (2010-2014, 2016-2017*)
- Mamoutou N'Diaye (2013-2015)
- Tarmo Neemelo (2009)
- Markus Neumayr (2008-2009)
- Ernest Webnje Nfor (2009-2011)
- Antoine N'Gossan (2010*)
- Urho Nissilä (2018-2020)

## O
- Obbi Oularé (2016*)
- Peter Olayinka (2017-2018*)
- Fabrice Olinga (2014*)
- Jasper Otte (2009-2013)
- Willie Overtoom (2014)

## P
- Djibril Paye (2014)
- Stef Peeters (2019*)
- Pietro Perdichizzi (2012-2013*)
- Glynor Plet (2014)
- Ewoud Pletinckx (2018-2022)
- Marvin Pourié (2014*)

## R
- Ben Reichert (2017-2019)
- Loris Reina (2006-2009)
- Pascal Renier (2005)
- Giuseppe Riolo (2007-2009)
- Kevin Roelandts (2007-2011)
- Nicolas Rommens (2022-...)
- Tom Rosenthal (2014)
- Karim Rossi (2015*)
- Giuseppe Rossini (2011-2012)
- Cédric Roussel (2006-2007)
- Ferreira Rudison (2007-2009)

## S
- Berat Sadik (2009-2010*)
- Salou Ibrahim (2005-2006)
- Joël Sami (2015-2016)
- Khalifa Sankaré (2007-2008)
- Ivan Šaponjić (2017-2018*)
- Ibrahima Seck (2019*, 2019-2022)
- Björn Sengier (2005-2006)
- Tony Sergeant (2004-2007)
- Jérémy Serwy (2011-2013)
- Yoan Severin (2017-2018)
- Sébastien Siani (2007*)
- Mikhail Sivakov (2011-2013)
- Ólafur Ingi Skúlason (2011-2015)
- Mikael Soisalo (2018-2020)
- Sébastien Stassin (2004-2005)
- Kenny Steppe (2015-2017)
- René Sterckx (2010-2012*)
- Nikola Storm (2015-2016*)
- Danijel Subotic (2008*)
- Idrissa Sylla (2013-2015, 2019-2020)
- Mamadou Sylla (2018*)

## T
- Nicholas Tamsin (2010-2011)
- Ibrahim Tankary (2004-2006)
- Jérémy Taravel (2009*, 2009-2010)
- Florian Tardieu (2018-2019)
- Mehdi Tarfi (2013-2014*)
- Mame Baba Thiam (2015-2016*)
- Gunter Thiebaut (2006-2007)
- George Timotheu (2019-2020)
- Julien Toudic (2013)
- Aleksandar Trajkovski (2011-2015)
- Moussa Traoré (2010-2011*)
- Abdoulaye Traoré (2023-...)
- David Triantafillidis (2007-2008)
- James Troisi (2014-2015*)
- Anton Tanghe (2024-...)

## V
- David Vandenbroeck (2010-2013)
- Niels Vandenbroucke (2012-2014)
- Wouter Vandendriessche (2004-2007)
- Thomas Van Der Haegen (2011-2012)
- Sven Van der Jeugt (2005)
- Stijn Van Der Kelen (2008-2010)
- Jonas Vandermarliere (2006-2010)
- Ludwin Van Nieuwenhuyze (2004-2011)
- Sven Van Ryckeghem (2004-2007)
- Lander Van Steenbrugghe (2004-2008)
- Diego Van Wingen (2007-2008)
- Bart Van Zundert (2007-2010)
- Guy Veldeman (2004-2006)
- Bryan Verboom (2012-2013*, 2013-2019)
- Brecht Verbrugghe (2004)
- Jo Vermast (2005-2008)
- Matthieu Verschuere (2005-2008)
- Pavel Verstraete (2005-2013)
- Koen Versyp (2001-2004)
- Igor Vetokele (2016*)
- Jelle Vossen (2020-...)
- Ruud Vormer (2023*, 2023-2024)

## W
- Jorgo Waeghe (2009-2010)
- Sandy Walsh (2017-2020)
- Michaël Wiggers (2005-2006)
- Steven Wostijn (2004-2005)
- Lukas Willen (2021-...)

## Y
- Eric Yopa (2009-2010)

## Z
- Luka Zarandia (2019-2022)
- Zahir Zerdab (2008-2009)

RSC Anderlecht ·
Antwerp FC ·
Beerschot AC ·
Beerschot VA ·
KSK Beveren ·
Rupel Boom ·
Cercle Brugge · 
Club Brugge ·
KRC Genk ·
KAA Gent · 
KV Kortrijk ·
OH Leuven ·
Lierse SK ·
RFC de Liège ·
KSC Lokeren ·
Lommel SK ·
KV Mechelen ·
Royal Excel Moeskroen ·
RAEC Mons ·
KV Oostende ·
RFC Seraing ·
STVV ·
Sporting Charleroi ·
Standard Luik ·
AFC Tubize ·
Union SG ·
KVC Westerlo ·
SV Zulte Waregem